# Срђан Шајн
Срђан Шајн је председник Ромске партије која је у два наврата била парламентарна странка у Републици Србији. Рођен је 28. марта 1963. године у Самошу, живео је и радио у Аустрији, да би се потом преселио у Ковачицу. Један је од оснивача Ромске партије. Залагао се да се Ромима призна статус националне мањине, али и за отварање Центра за инклузију Рома. За народног посланика је први пут изабран на ванредним парламентарним изборима 2007. године као представник Ромске партије. Поново је изабран за народног посланика на изборима 2012. године на изборној листи Српске напредне странке. На тој функцији је остао до краја сазива 2014. године. Ожењен је и отац две кћерке.